# Autavaux
Autavaux est une localité et une ancienne commune suisse du canton de Fribourg, située dans le district de la Broye.

## Histoire
Autavaux est mentionnée la première fois vers 1350. Plusieurs documents des années 1383, 1442 et 1504 prouvent que les seigneurs du village appartenaient à la noble famille d'Estavayer avant que le village ne devienne une commune indépendante. 
Le 1er janvier 2006, elle fusionne avec ses voisines de Forel et de Montbrelloz pour former la commune de Vernay. Celle-ci va à son tour fusionner le 1er janvier 2017 avec Bussy, Estavayer-le-Lac, Morens, Murist, Rueyres-les-Prés et Vuissens pour former la nouvelle commune d'Estavayer.

## Géographie
La commune est à 5 km d'Estavayer-le-Lac et est partie intégrante de l'enclave du même nom. Un peu en retrait des falaises, Autavaux surplombe le lac de Neuchâtel.

## Population
Le village compte 208 habitants. Hormis quelques exceptions, la population parle le français. 75 % de la population est de confession catholique-romaine et environ 20 % protestante.

## Économie
Environ 50 % des employés travaillent dans le secteur agricole, 30 % dans le secteur tertiaire et 20 % dans l'industrie.